# Robert Earnshaw
Pour les articles homonymes, voir Earnshaw.
Robert Earnshaw est un footballeur gallois d'origine zambienne, né le 6 avril 1981 à Mufulira en Zambie. Il joue au poste d'attaquant et compte 59 sélections et 16 buts de 2002 à 2012 avec l'équipe galloise.

## Carrière

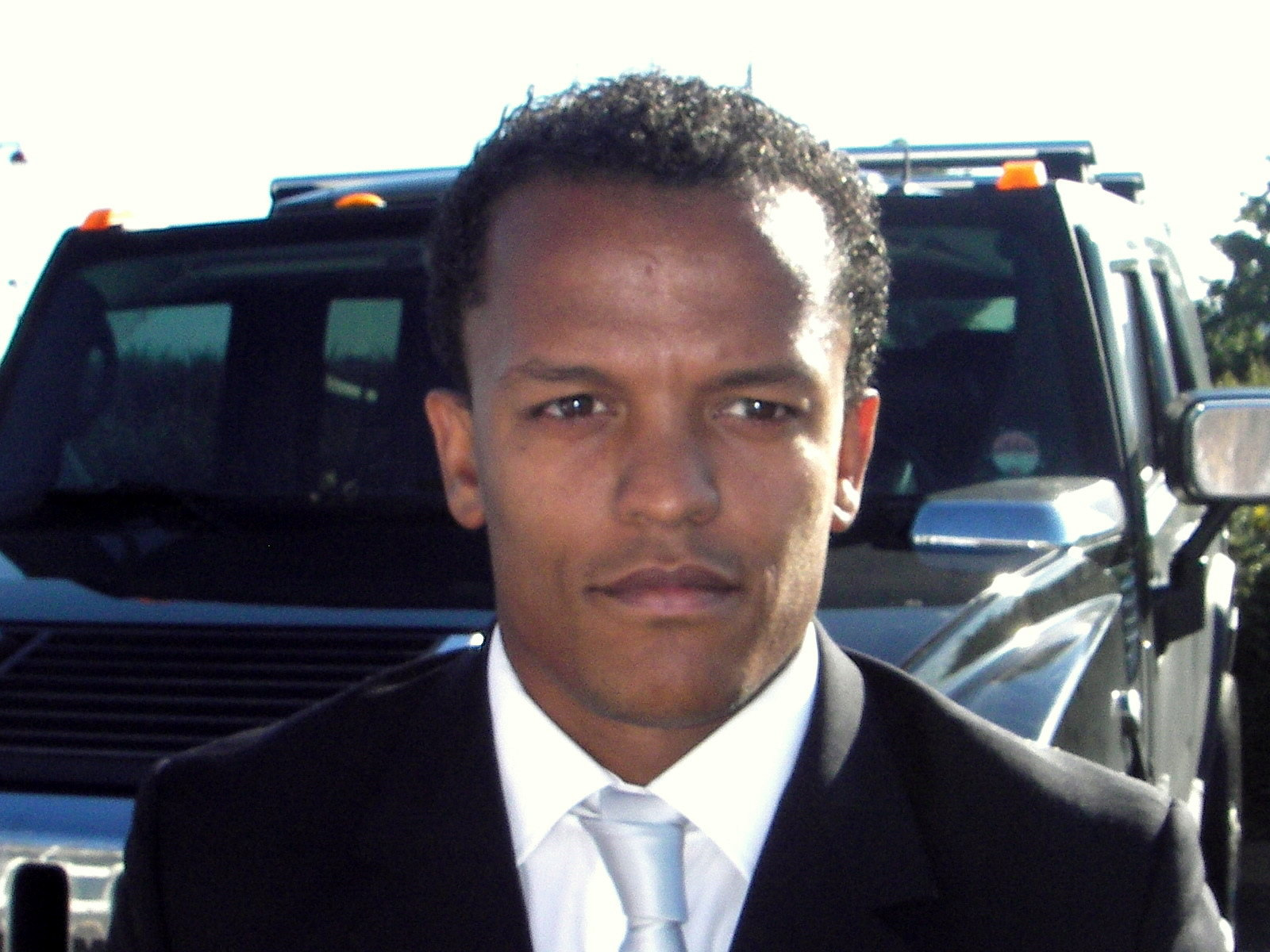
Robert Earnshaw

Après son départ de Cardiff City en 2004, la popularité d'Earnshaw auprès des supporters gallois ne faiblit pas et ceux-ci réclament régulièrement son retour. Earnshaw, de son côté, refuse de manifester ostensiblement sa joie lorsqu'il inscrit un but contre son ancien club. En 2011, il dira de cette période : « J'ai marqué une ou deux fois contre Cardiff au cours des dernières années, mais j'ai toujours choisi de ne pas célébrer mes réalisations par respect pour nos supporters […]. Je me souviens d'un but que j'avais inscrit sous le maillot de Norwich à Ninian Park il y a quelques années. J'ai jeté un œil vers le kop de Cardiff et j'ai vu que leurs supporters m'applaudissaient ; c'était incroyable de voir cela. »
Finalement, en juillet 2011, il signe son retour à Cardiff City, huit ans après avoir quitté le club. Doté d'un contrat de deux ans, il clame sa volonté de participer à la promotion du club en Premier League à la fin de la saison. Il joue son premier match officiel sous ses nouvelles couleurs le 7 août 2011 à l'occasion de la rencontre West Ham-Cardiff City (victoire de Cardiff City 0-1). Mais il peine à s'imposer à nouveau dans son ancien club et doit faire face à la concurrence de l'attaquant écossais Kenny Miller, se retrouvant au mieux remplaçant et, la plupart du temps, pas même aligné sur la feuille de match par l'entraîneur du club Malky Mackay.
En manque de temps de jeu, il est prêté une saison entière au club israélien du Maccabi Tel-Aviv durant le mois de septembre 2012. Souffrant d'un claquage tendineux durant l'automne, il est éloigné des terrains et, alors que politiquement l'armée israélienne mène dans la bande de Gaza une opération nommée Pilier de défense, Earnshaw avoue être effrayé par ces épisodes de violence. Revenu à Cardiff à la fin du mois de décembre, il avoue son envie d'aller jouer en Major League Soccer, le championnat américain.
Le 21 mars 2014 il rejoint Blackpool mais est libéré de son contrat dès le 16 mai. Le 15 août, il retrouve la MLS en s'engageant avec le Fire de Chicago. En fin de saison 2014, son contrat n'est pas renouvelé et il devient libre jusqu'au 25 mars 2015 où il s'engage avec les Whitecaps de Vancouver.
Après seulement une saison avec les Whitecaps, il annonce son retrait du football professionnel le 28 janvier 2016 et intègre l'encadrement technique de la franchise de Vancouver comme entraîneur des attaquants et entraîneur de l'équipe des moins de quatorze ans.

### En équipe nationale
- 10 sélections et 1 but en équipe du pays de Galles espoirs entre 1998 et 2001
- 59 sélections et 16 buts en équipe du pays de Galles entre 2002 et 2012

## Statistiques
| Saison    | Club                   | Pays                       | Championnat        | Coupes nationales | Sélection Pays de Galles |
| --------- | ---------------------- | -------------------------- | ------------------ | ----------------- | ------------------------ |
| 1997-1998 | Cardiff City           | FL Division Three (D4)     | 5 matchs           | 1 match           | -                        |
| 1998-1999 | Cardiff City           | FL Division Three (D4)     | 5 matchs, 1 but    | 1 match           | -                        |
| 1999-2000 | Cardiff City           | FL Division One (D3)       | 1 match            | -                 | -                        |
| 1999-2000 | Greenock Morton        | Scottish Division One (D2) | 3 matchs, 2 buts   | 1 match           | -                        |
| 1999-2000 | Cardiff City           | FL Division Two (D3)       | 5 matchs, 1 but    | -                 | -                        |
| 2000-2001 | Cardiff City           | FL Division Three (D4)     | 36 matchs, 19 buts | 5 matchs, 6 buts  | -                        |
| 2001-2002 | Cardiff City           | FL Division Two (D3)       | 32 matchs, 12 buts | 4 matchs, 3 buts  | 1 match, 1 but           |
| 2002-2003 | Cardiff City           | FL Division Two (D3)       | 49 matchs, 31 buts | 6 matchs, 4 buts  | 3 matchs, 1 but          |
| 2003-2004 | Cardiff City           | FL Division One (D2)       | 46 matchs, 21 buts | 3 matchs, 5 buts  | 9 matchs, 5 buts         |
| 2004-2005 | Cardiff City           | Championship (D2)          | 4 matchs, 1 but    | 1 match, 1 but    | -                        |
| 2004-2005 | West Bromwich Albion   | Premiership (D1)           | 31 matchs, 11 buts | 3 matchs, 3 buts  | 6 matchs, 2 buts         |
| 2005-2006 | West Bromwich Albion   | Premiership (D1)           | 12 matchs, 1 but   | 4 matchs, 2 buts  | 5 matchs                 |
| 2005-2006 | Norwich City           | Championship (D2)          | 15 matchs, 8 buts  | -                 | -                        |
| 2006-2007 | Norwich City           | Championship (D2)          | 30 matchs, 19 buts | 2 matchs          | 6 matchs, 1 but          |
| 2007-2008 | Derby County           | Premier League (D1)        | 22 matchs, 1 but   | 3 matchs, 1 but   | 4 matchs, 1 but          |
| 2008-2009 | Nottingham Forest      | Championship (D2)          | 32 matchs, 12 buts | 4 matchs, 5 buts  | 4 matchs                 |
| 2009-2010 | Nottingham Forest      | Championship (D2)          | 34 matchs, 17 buts | 3 matchs          | 3 matchs                 |
| 2010-2011 | Nottingham Forest      | Championship (D2)          | 36 matchs, 9 buts  | 2 matchs          | 5 matchs, 2 buts         |
| 2011-2012 | Cardiff City           | Championship (D2)          | 19 matchs, 3 buts  | 2 matchs, 1 but   | 4 matchs                 |
| 2012-2013 | Maccabi Tel Aviv       | Ligat Toto (D1)            | 10 matchs, 2 buts  | 2 matchs, 1 but   | -                        |
| 2013      | Toronto FC             | - Major League Soccer      | 26 matchs, 8 buts  | -                 | -                        |
| 2014      | Blackpool              | Championship (D2)          | 1 match            | -                 | -                        |
| 2014      | Fire de Chicago        | - Major League Soccer      | 5 matchs, 3 buts   | -                 | -                        |
| 2015      | Whitecaps de Vancouver | - Major League Soccer      | -                  | -                 | -                        |

Dernière mise à jour : 25 mars 2015

## Records
- Il est, après Thierry Henry, le joueur ayant le meilleur ratio de buts par minute jouée de toute l'histoire de la Premier League.
- Il est l'unique joueur à avoir marqué à la fois un triplé en Premier League (D1), en Championship (D2), en League One (D3), en FA Cup, en Carling Cup et en sélection nationale.

Liste des triplés de Robert Earnshaw :

- Premier League : West Bromwich Albion - Charlton, le 19 mars 2005

- Championship : Cardiff City - Gillingham, le 3 septembre 2003 et Cardiff City - Tranmere Rovers, le 14 mars 2003

- League One : Cardiff City - Torquay United FC, le 12 février 2000

- FA Cup : Cardiff City - Bristol Rovers, le 19 novembre 2000

- Carling Cup : Cardiff City - Leyton Orient FC, le 12 août 2003

- En équipe nationale :  Pays de Galles -  Écosse, le 8 février 2004